# زولتان سیچی
زولتان سیچی (به مجاری: Zoltán Szécsi) (زاده ۲۲ دسامبر ۱۹۷۷ در بوداپست) ورزشکار مرد رشتهٔ واترپلو اهل کشور مجارستان است. وی در بین سال‌های ‎۲۰۰۰ تا ۲۰۰۸ میلادی در مسابقات بازی‌های المپیک تابستانی در مجموع ۳ مدال طلا را کسب کرد.